# Prunus texana
Prunus texana — вид квіткових рослин із підродини мигдалевих (Amygdaloideae).

## Біоморфологічна характеристика
Це кущ, сильно гіллястий, 5–15 дм, іноді слабо-шипуватий. Гілочки запушені. Листки опадні; ніжка 1–4 мм, запушена; пластина від еліптичної до видовжено-еліптичної форми, 1.1–4 × 0.4–1.1 см, основа від клиноподібної до тупої, краї зубчасті, зубці тупі, залозисті, верхівка гостра, тупа чи заокруглена, абаксіальна (низ) поверхня волосиста до дещо запушеної, адаксіальна волосиста. Суцвіття — 1 чи 2-квіткові пучки. Квіти розпускаються до або під час появи листя; чашолистки відігнуті, трикутні, 1–1.7 мм, краї залозисто-зубчасті, поверхні запушені; пелюстки білі, еліптичні, 3–5 мм. Кістянки зазвичай від жовтого до зеленувато-жовтого, іноді з червоним відтінком, яйцеподібні, 8–15 мм; мезокарпій м'ясистий; кісточки яйцеподібні, ± сплощені. Цвітіння: лютий–березень; плодоношення: квітень–червень.

## Поширення, екологія
Ендемік Техасу США. Населяє глибокі піски, рівнини та піщані пагорби, луки, дубові ліси; 0–200 метрів.

## Використання
Соковиті плоди їдять сирими чи приготовленими.
Рослина потенційно може бути використана для боротьби з ерозією. Рослина вважається важливим місцем існування для місцевих бджіл Техасу.
З листя можна отримати зелений барвник. З плодів можна отримати барвник від темно-сірого до зеленого.
Вид є вторинним генетичним родичем японської сливи (Prunus salicina), тому його можна використовувати як донора генів для покращення врожаю.